# Love d'un voyou
Singles par Aya Nakamura
Comportement
(2017)
Love d'un voyou est un single musical du rappeur Fababy feat. Aya Nakamura extrait de l'album Ange et démon (2016).

## Classements
| Classement (2015)               | Meilleure position |
| ------------------------------- | ------------------ |
| France (SNEP)                   | 9                  |
| Belgique (Wallonie Ultratip 50) | 37                 |

## Certifications
| Région                                                                                                 | Certification | Ventes/Streams |
| --- | ------------- | -------------- |
| France (SNEP)                                                                                          | Or            | 50 000         |
| *Ventes selon la certification ^Mise en rayon selon la certification xNon précisé par la certification |               |                |